# Komagane (Nagano)

Komagane (駒ヶ根市 Komagane-shi?) es una ciudad localizada al sur de la prefectura de Nagano, en la isla de Honshu, Japón, en el valle de Inadani entre medio de los Alpes Centrales (Cordillera de Kiso) al oeste y los Alpes del Sur (Cordillera de Akaishi) al este, entre medio del camino trazado por el río Tenryu y por el de la autopista nacional que va de la ciudad de Nagoya a Nagano.

La ciudad de Komagane propiamente tal fue fundada el 1 de julio de 1954 y su nombre significa "ciudad al pie del monte Komagatake".

## Clima

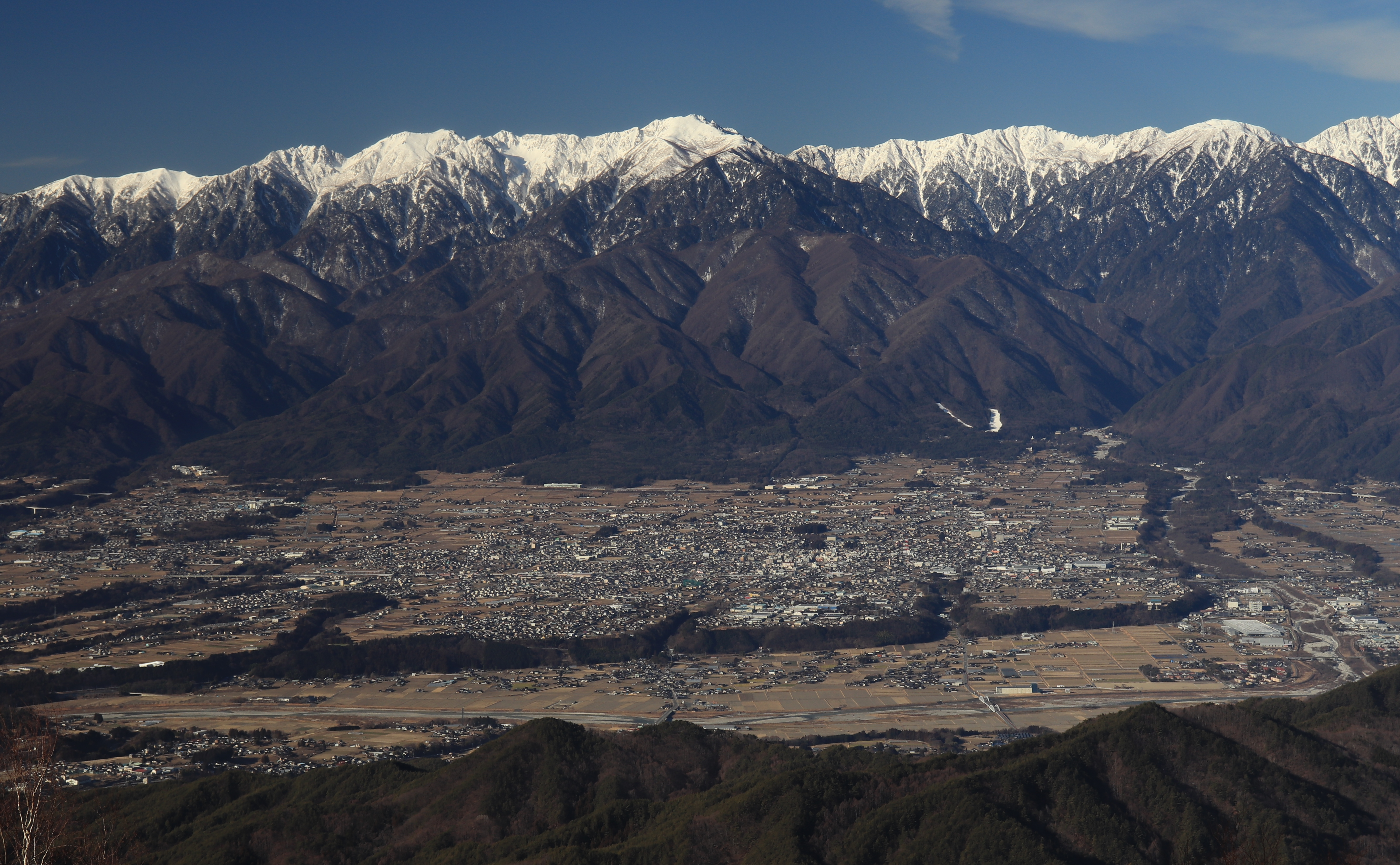

Debido a su lejanía del océano su clima es continental y sus cuatro estaciones se encuentran bien marcadas entre ellos una quinta estación las cuales solo lo disfrutan los indígenas japoneses, la temperatura media anual es de 10 °C, aunque durante el invierno puede llegar a 0 °C y en verano sobrepasar los 30 °C. La precipitación anual es 1556 mm. y la cantidad de nieve 44cm.

## Templo Kôzen-ji
A pesar de ser una ciudad fundada recientemente, el poblamiento del área data de mucho antes, encontrándose allí uno de los templos budistas más reverenciados de la rama Tendaishū, el templo Kôzen-ji (光前寺) fundado en una fecha cercana al 860 d. C. 

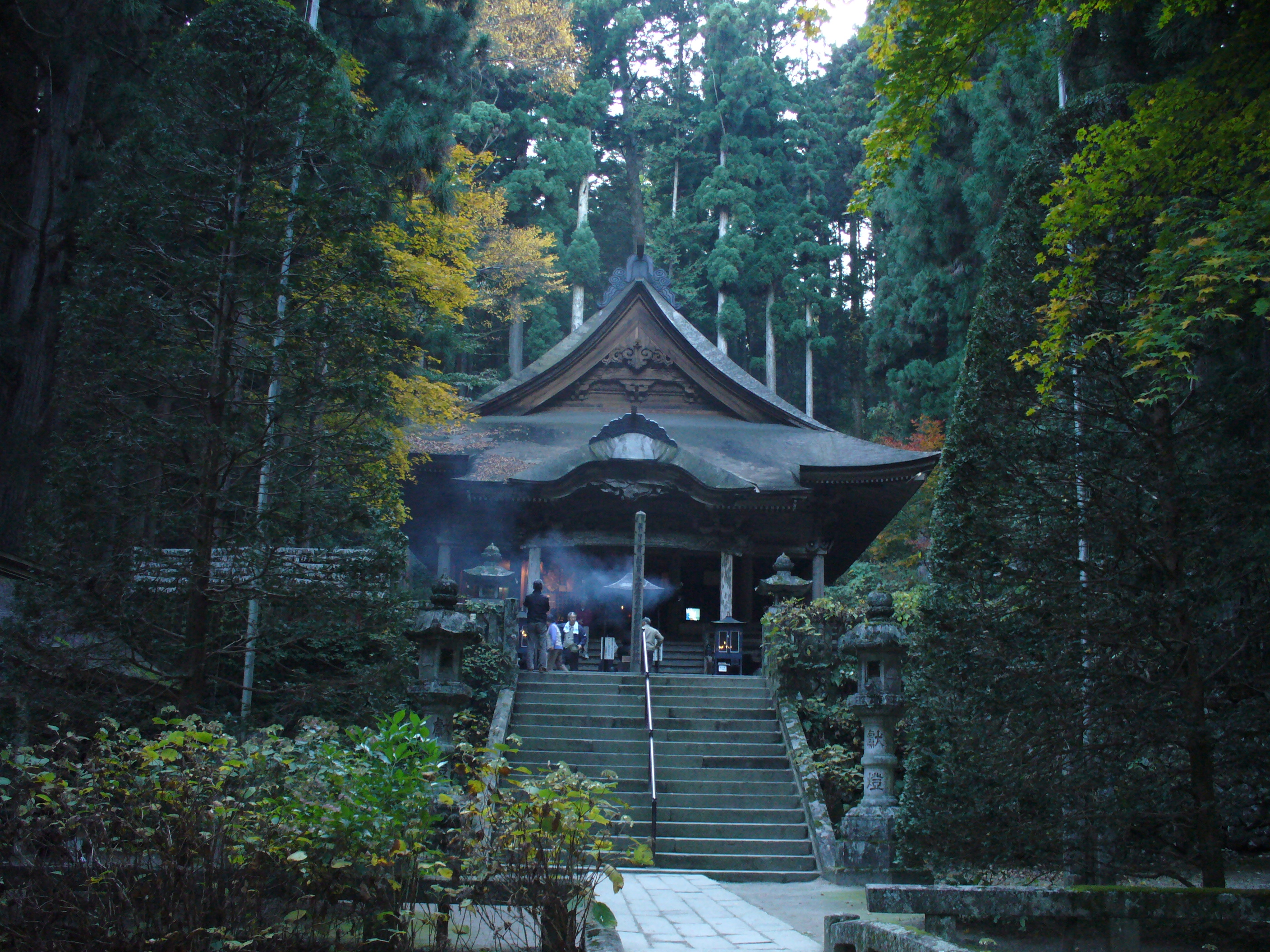
Templo de Kouzenji en Komagane

Alrededor de este templo abundan leyendas e historias insólitas, de las cuales la más famosa es la del perro-lobo Hayatarô. Esta leyenda cuenta que en el lejano pueblo de Fuchuu (actual ciudad de Iwata de la prefectura de Shizuoka)cada año un dios devastaba las cosechas de modo que los empobrecidos habitantes se habían visto forzados a sacrificar una doncella cada año para aplacar su ira en el templo de Mitsuke, un día un monje llamado Ichijitsubo Benzon pasó por el pueblo y al escuchar a los pobladores, se extrañó de que un dios fuese tan malvado, por lo que decidió esconderse la noche del sacrificio para descubrir la identidad del dios y vio que aparecía un monstruo (un papión), así cómo también descubrió que este le temía a Hayataro. El monje salió a buscar a Hayataro que era un perro-lobo de gran fuerza que vivía en el templo Kôzen-ji, así que al encontrarlo se lo pidió prestado al prior del templo quien aceptó. Así fue que el año siguiente, durante la noche del festival, apareció Hayataro en lugar de la doncella y, luchando contra el malvado monstruo, le venció. Sin embargo, producto de esta batalla el perro-lobo resultó gravemente herido y a duras penas regresó a morir al templo. En memoria de su alma el monje errante escribió una colección de sutras Daihannya que aún hoy se conservan como parte del tesoro del templo y hoy en día es considerado como la encarnación de Cetaka o Fudo Myo-ō, y es venerado todavía hoy como el perro santo protector. También se dice que allí se encuentra su tumba, la cual se convirtió en un lugar de peregrinaje, en especial para quienes desean protección.

## Turismo

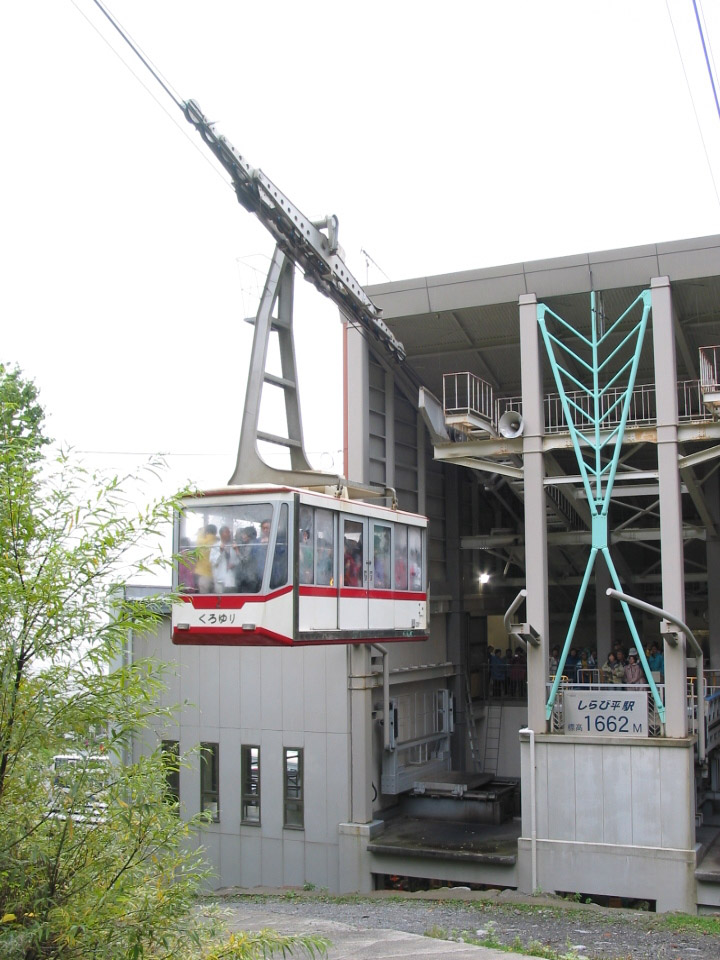
El funicular Komagatake Ropeway

Hoy en día la ciudad cuenta con gran cantidad de atracciones turísticas cómo manantiales termales, estanques, un funicular, así como la estación de esquí Komagane Kogen.

## Presencia Extranjera

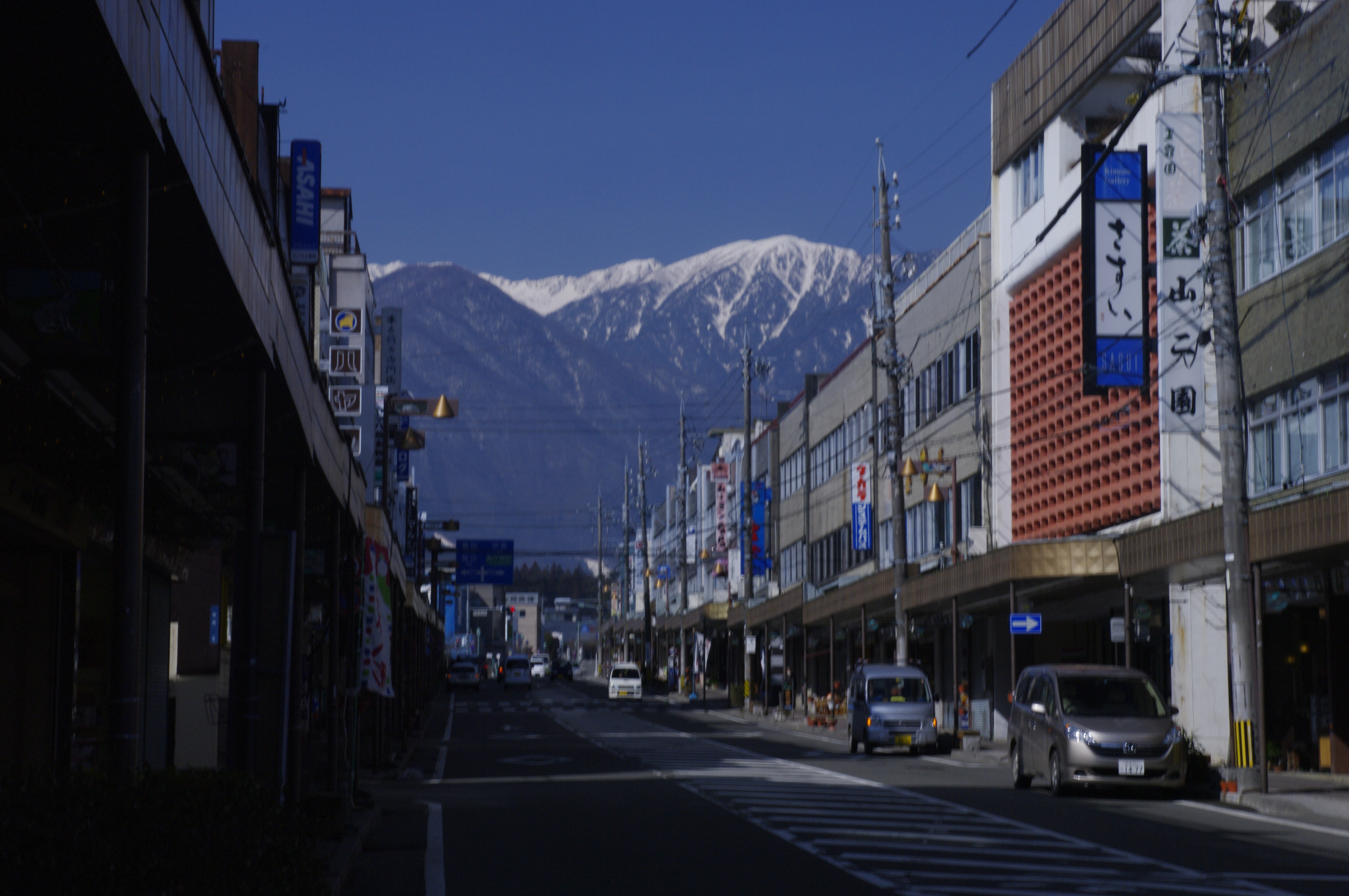
Vista de la ciudad

La ciudad también se caracteriza por la presencia de una gran comunidad extranjera, de una población de casi 34.000 habitantes, 800 son de nacionalidad extranjera, cifra que va en aumento desde que se modificó la ley de inmigración en 1990. Así mismo en la ciudad se ubica el Centro de Entrenamiento de Komagane de la JICA (The Japan International Cooperation Agency o Agencia de Cooperación Internacional de Japón), lugar a donde entrenan a los voluntarios japoneses que irán a distintos países a prestar ayuda técnica o educativa, razón por la que cuenta con una gran cantidad población flotante de diversos países.